# Piper Aircraft
Piper Aircraft, Inc. je americký výrobce letadel pro všeobecné letectví se sídlem na letišti Vero Beach na Floridě. Spolu se společnostmi Beechcraft a Cessna je považován za součást „velké trojky“ výrobců menších civilních letadel. Od svého založení v roce 1927 do konce roku 2009 společnost vyrobila více než 144 000 letadel ve 160 certifikovaných modelech, z nichž více než 90 000 zůstávalo v provozu.

## Historie

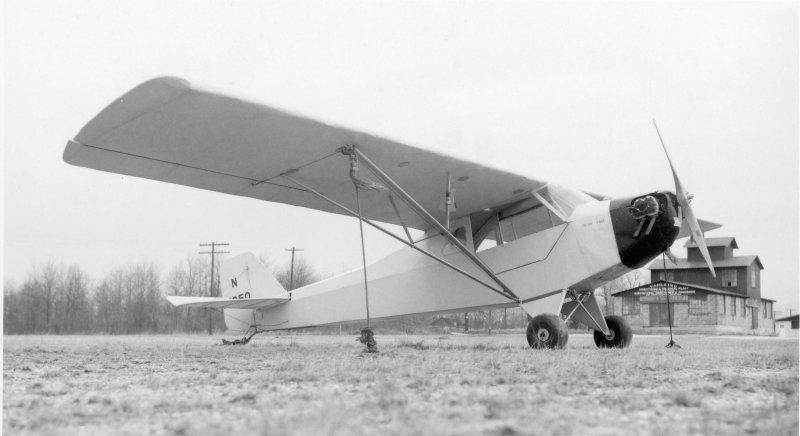
Taylor Cub E-2

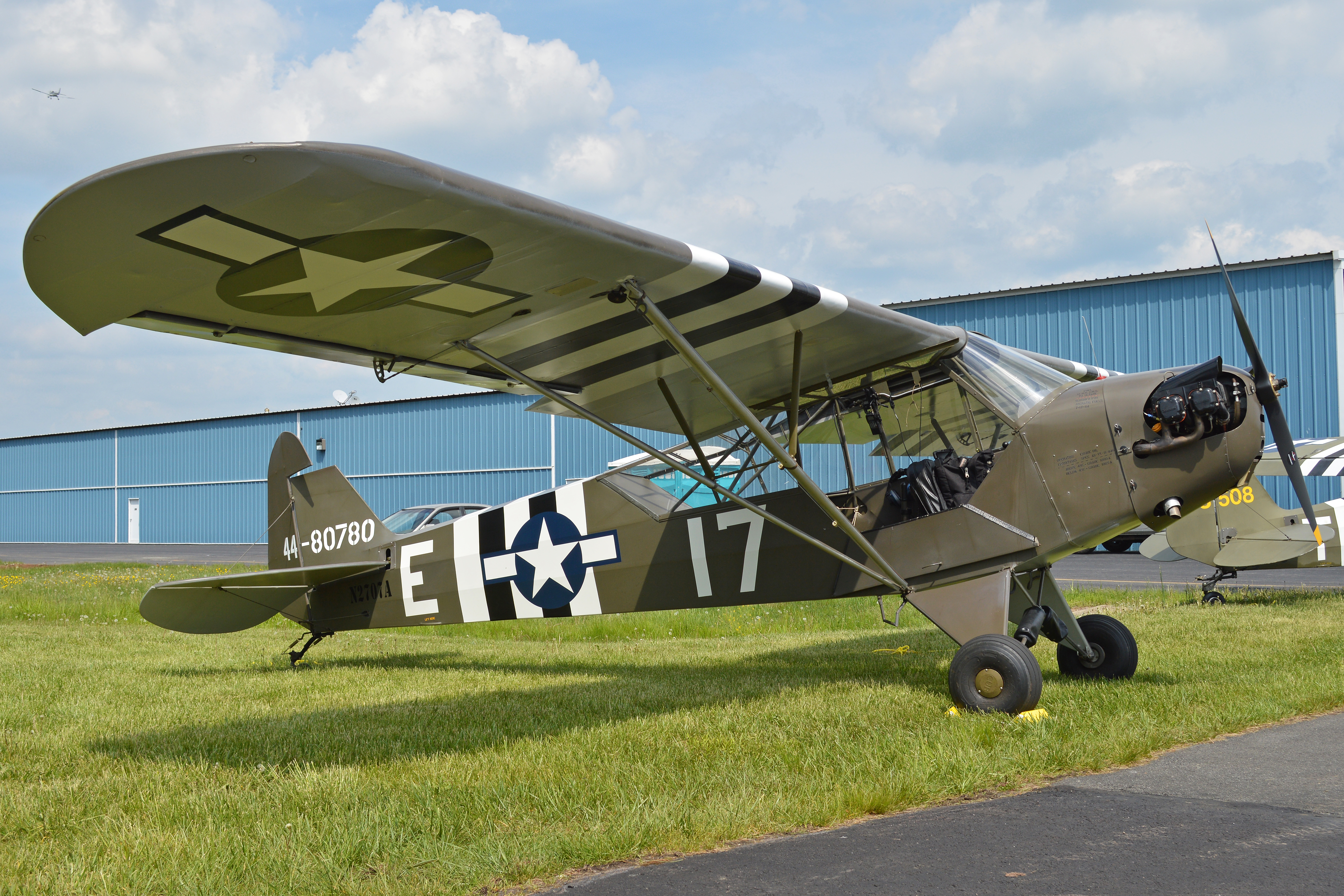
Piper L-4J Cub z roku 1944

Roku 1927 bratři Clarence Gilbert Taylor a Gordon Taylor založili v Rochesteru ve státě New York společnost Taylor Brothers Manufacturing Company. Už po roce však Gordon Taylor zemřel při nehodě, ke které došlo během předvádění prototypu Taylor Chummy. Clarence Taylor společnost zachoval, ale Taylor Chummy se neprodával dobře. Roku 1929 proto společnost přestěhoval do Bradfordu v Pensylvánii. Vedení města podporovalo diverzifikaci tamního průmyslu a místní podnikatelé nabídly prostory i kapitál pro rozvoj společnosti. Mezi tyto podprovatele patřil inženýr a podnikatel v ropném průmyslu William Thomas Piper, který byl zároveň zastáncem myšlenky vývoje cenově dostupného lehkého užitkového letadla.
Roku 1930 poprvé vzlétl lehký dvoumístný užitkový letoun Taylor Cub, základatel legendární rodiny letounů Piper Cub. Roku 1931 získal certifikaci ve vylepšené verzi Taylor E-2 Cub, avšak kvůli probíhající velké hospodářské krizi byl problém s prodeji a společnost roku 1931 vylásila bakrot. William T. Piper ji zachránil odkoupením zbývajících aktiv za 761 dolarů. V činnosti pokračovala jako Taylor Aircraft Company. C. G. Taylor zůstal prezidentem a nadále vedl vývoj letounů Cub. Při práci na vylepšeném Taylor J-2 Cub došlo k roztržce mezi Piperem, prosazujícím mladého inženýra Waltera Jamouneaua a Taylorem, který jej odmítal. Roku 1935 Piper vyplatil Taylora a nad společností získal kontrolu. Taylor ve své práci pokračoval v Taylorcraft Aviation. J-2 Cub dosáhl značného úspěchu, roku 1936 jich bylo vyrobeno 550 a prodeje se dále zvyšovaly.
Roku 1937 továrnu v Bradfordu zničil požár. William T.  Piper výrobu přenesl do bývalé továrny na hedvábí v sousedství letiště v Lock Havenu v Pensylvánii. Zároveň společnost přejmenoval na Piper Aircraft Corporation. Walter Jamouneau ve společnosti pokračoval jako hlavní konsturktér. Roku 1938 obnovená výroba začala Piperem J-3 Cub, který vycházel z Taylorova J-2, ale Jamouneau mu dodal ladné a vyvážení linie. Piper J-3 Cub a jeho varianty byly velice úspěšné za druhé světové války. Armáda je využívala jako pozorovací, spojovací a cvičné. Počáteční výcvik na nich absolvovalo 80 % amerických pilotů. S 20 000 vyrobenými kusy se stal patým nejpočetnějším letounem pro všeobecné letectví.

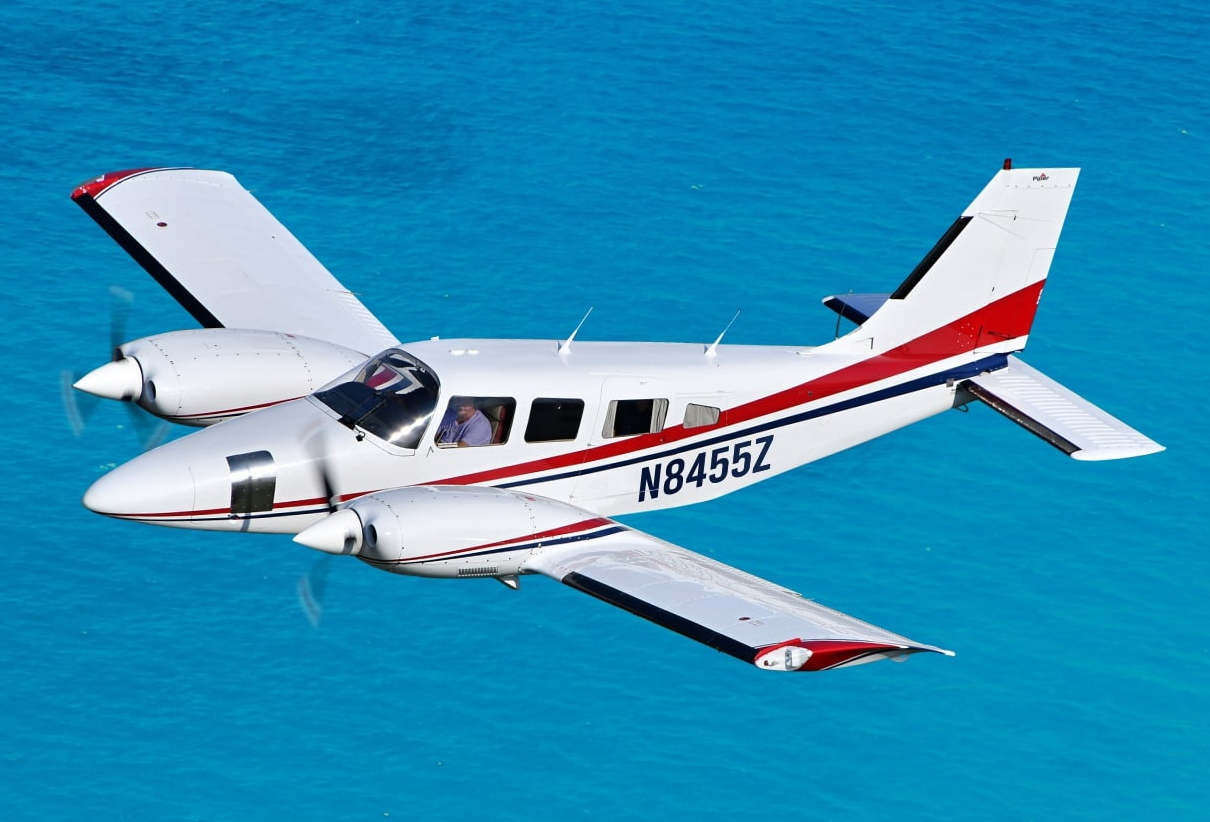
Piper PA-34-220T Seneca

Na konci čtyřicátých let převzal od Williama T. Pipera funkci předsedy představenstva William Shriver, předtím pracující pro automobilku Chrysler. V padesátých letech zůstávaly úspěšné letouny rodiny Cub, vyvinuty ale byly i letouny nové generace. Roku 1952 poprvé vzlétl dvoumotorový Piper PA-23 Apache, roku 1956 jednomotorový Piper PA-24 Comanche a roku 1957 zemědělský letoun Piper PA-25 Pawnee. V šedesátých letech rodina Piperových prodala svůj podnik společnosti Bangor Punta Corporation. V této dekádě se Piper přestěhoval do Vero Beach na Floridě. Představil několik nových typů letadel, jako byly PA-27 Aztec, PA-28 Cherokee, PA-30 Twin Comanche a PA-31 Navajo.
V průběhu sedmdesátých a osmdesátých let Piper pokračoval ve výrobě, aby do devadesátých let vstoupil jako nerentabilní podnik. Snaha zlepšit prodeje snížením cen roku 1991 vyústila bankrot. Společnost provoz obnovila názvem New Piper Aircraft. Finanční potíže se vrátily zejména za recese ve Spojených státech amerických v roce 2008. Piper kvůli úsporám omezil výrobu a propustil velkou část zaměstnanců. Roku 2009 jej koupila investiční společnost Imprimis.

## Vyráběné modely

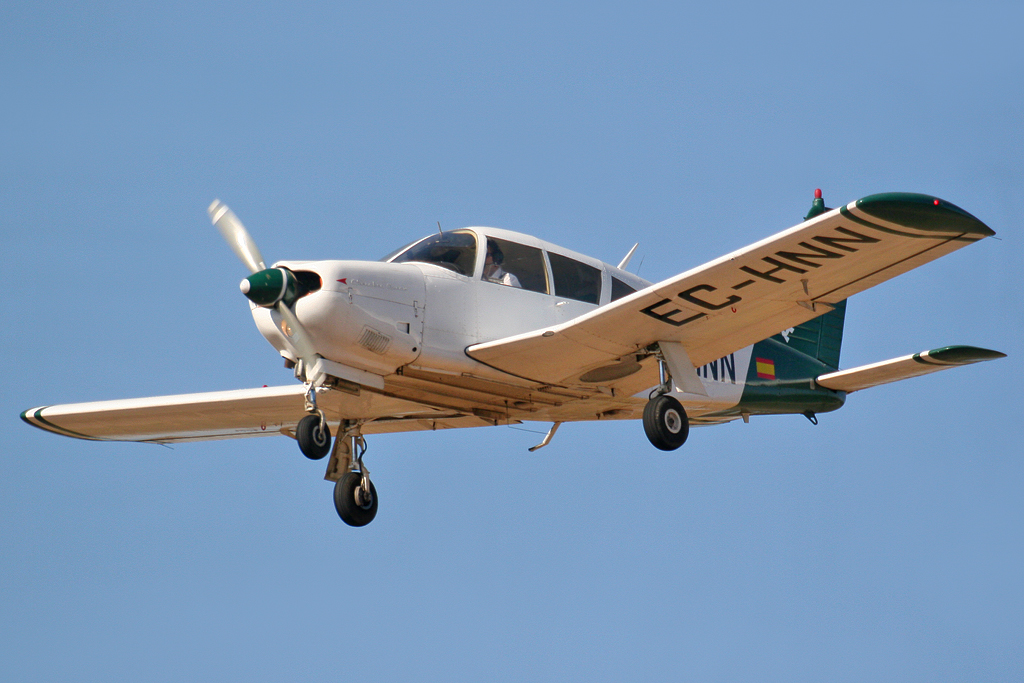
Piper PA-28R-180 Cherokee Arrow

| Model                     | První vzlet | Vyrobeno                              | Typ                                                       |
| ------------------------- | ----------- | ------------------------------------- | --------------------------------------------------------- |
| J-2 Cub                   | 1936        | 1207                                  | Jednomotorový hornoplošník                                |
| J-3 Cub                   | 1938        | 19,888                                | Jednomotorový hornoplošník                                |
| J-4 Cub Coupe             | 1939        | 1251                                  | Jednomotorový hornoplošník                                |
| J-5 Cub Cruiser           | 1940        | 1507                                  | Jednomotorový hornoplošník                                |
| P-1 Applegate Duck        | 1940        | 1                                     | Obojživelný                                               |
| P-2 Cub                   | 1941        | 1                                     | Jednomotorový hornoplošník                                |
| P-3                       | 1939        | 1                                     | Jednomotorový hornoplošník, také J-4RX                    |
| P-4 Cub                   | 1941        | 1                                     | Jednomotorový hornoplošník                                |
| P-5                       | 1944        | 1                                     | Jednomotorový hornoplošník, také J-3X                     |
| PT-1 Trainer              | 1942        | 1                                     | Dvousedadlový dolnoplošník                                |
| PWA-1 Skycoupe            | 1943        | 1                                     | Dvousedadlový dolnoplošník, později také PA-7             |
| PWA-8 Cub Cycle           | 1944        | 1                                     | Jednosedadlový středoplošník                              |
| LBP                       | 1945        | 35                                    |                                                           |
| PA-6 Sky Sedan            | 1945        | 2                                     | Čtyřsedadlový dolnoplošník                                |
| PA-7 Skycoupe             | 1944        | 1                                     | Dvousedadlový dolnoplošník, dříve PWA-1,                  |
| PA-8 Skycycle             | 1945        | 2                                     | Jednosedadlový středoplošník                              |
| PA-11 Cub Special         | 1947        | 1541                                  | Jednomotorový hornoplošník                                |
| PA-12 Super Cruiser       | 1946        | 3760                                  | Jednomotorový hornoplošník                                |
| PA-14 Family Cruiser      | 1948        | 238                                   | Jednomotorový hornoplošník                                |
| PA-15 Vagabond            | 1948        | 387                                   | Jednomotorový hornoplošník se 2 sedadly vedle sebe        |
| PA-16 Clipper             | 1949        | 736                                   | Čtyřsedadlová verze PA-15                                 |
| PA-17 Vagabond            | 1948        | 214                                   | PA-15 s dvojím řízením                                    |
| Piper PA-18 Super Cub     | 1950        | 10,222                                | Jednomotorový hornoplošník                                |
| PA-20 Pacer               | 1950        | 1120                                  | Inovace PA-16                                             |
| PA-22 Tri-Pacer           | 1951        | 9490                                  | PA-20 s tříbodovým podvozkem                              |
| PA-23 Apache              | 1954        | 2047                                  | Dvoumotorový dolnoplošník                                 |
| PA-24 Comanche            | 1958        | 4717                                  | Čtyřsedadlový jednomotorový dolnoplošník                  |
| PA-24-400 Comanche        | 1964        | 148                                   | Inovace PA-24                                             |
| PA-25 Pawnee              | 1959        | 5167                                  | Jednomotorové zemědělské letadlo                          |
| PA-27 Aztec               | 1960        | 4929                                  | Vylepšený PA-23                                           |
| PA-28 Cherokee            | 1961        | 10,896                                | Jednomotorový dolnoplošník                                |
| PA-28-140 Cherokee        | 1964        | 10,089                                | Dvousedadlový cvičný                                      |
| PA-28 Warrior             | 1974        | 4842                                  | Zdokonalený PA-28                                         |
| PA-28-235 Cherokee/Dakota | 1964        | 2913                                  | Výkonnější PA-28                                          |
| PA-28R Arrow              | 1967        | 6694                                  | PA-28 se zatahovacím podvozkem                            |
| PA-28R-300 Pillán         | 1982        | 2, plus sestavy pro Chile a Španělsko | Dvousedadlový vojenský cvičný                             |
| PA-29 Papoose             | 1962        | 1                                     | Malý cvičný s laminátovou konstrukcí                      |
| PA-30 Twin Comanche       | 1963        | 2001                                  | Čtyřsedadlový dvoumotorový dolnoplošník                   |
| PA-31 Navajo              | 1967        | 1785                                  | Osmisedadlový dvoumotorový dolnoplošník                   |
| PA-31-350 Chieftain       | 1973        | 1825                                  | Prodloužený Navajo                                        |
| PA-31P Pressurized Navajo | 1970        | 309                                   | Navajo s tlakovou kabinou                                 |
| PA-31P-350 Mojave         | 1983        | ~50                                   | PA-31 s méně výkonným motorem                             |
| PA-31T Cheyenne           | 1974        | 847                                   | Navajo s turbopropem                                      |
| PA-32 Cherokee Six        | 1966        | 4373                                  | Šestisedadlový Cherokee                                   |
| PA-32R Lance/Saratoga     | 1976        | 2721                                  | PA-32 se zatahovacím podvozkem                            |
| PA-33 Comanche            | 1966        | 1                                     | Comanche s tlakovou kabinou                               |
| PA-34 Seneca              | 1972        | 5000+                                 | Dvoumotorová verze PA-32R                                 |
| PA-35 Pocono              | 1968        | 1                                     | Dvoumotorový dopravní                                     |
| PA-36 Pawnee Brave        | 1973        | 938                                   | Jednomotorové zemědělské letadlo                          |
| PA-38 Tomahawk            | 1978        | 2519                                  | Dvousedadlový cvičný                                      |
| PA-39 Twin Comanche C/R   | 1970        | 155                                   | PA-30 s protiběžnými vrtulemi                             |
| PA-40 Arapaho             | 1973        | 3                                     | Náhrada PA-39                                             |
| PA-41P                    | 1974        | 1                                     | Aztec s tlakovou kabinou                                  |
| Piper PA-42 Cheyenne      | 1980        | 175                                   | PA-31T Cheyenne s T-výškovkou                             |
| PA-44 Seminole            | 1979        | 469                                   | Dvoumotorový PA-28R                                       |
| PA-46 Malibu              | 1984        | 344                                   | Šestisedadlový s tlakovou kabinou                         |
| PA-47 Piperjet            | 2008        | 1                                     | 6 až 7 sedadel                                            |
| PA-48 Enforcer            | 1971        | 4                                     | Modifikace North American P-51 Mustang                    |
| PA-60 Aerostar            | 1967        | 1010                                  | Dvoumotorový s tlakovou kabinou                           |
| PiperSport                | 2010        | 40                                    | Dvousedadlové lehké letadlo, výrobek Czech Sport Aircraft |
| Piper M350                | 2015        | 0                                     | Šestisedadlový s tlakovou kabinou                         |
| Piper M500                | 2015        | 0                                     | Šestisedadlový s tlakovou kabinou a turbopropem           |
| Piper M600                | 2015        | 0                                     | Šestisedadlový s tlakovou kabinou a turbopropem           |